# PH - Events
PH - Events is de naam van de organisatie die zich vooral richt op de hardere stijlen muziek zoals hardcore, darkcore en industrieel. PH staat als afkorting voor Planet Hardcore. Deze organisatie is opgericht in december 2001. 
De bekendere feesten die PH - Events onder andere heeft georganiseerd zijn Planet Hardcore, Darkcore Damage, Terrorgif en The Rebel Alliance. Daarnaast heeft PH - Events samengewerkt met verschillende andere organisaties. Zo is het feest Twisted Minds of Disorder in samenwerking met Outlaw Events, ADHD in samenwerking met Tremble Works en Queensdaycore in samenwerking met JOC Dynamo te Eindhoven. Andere feesten die eenmalig werden gegeven door PH - Events waren Backbiting, Old Skool Edition en C.O.R.E. omdat deze feesten te weinig bezoekers trok.
PH - Events heeft vele contacten met andere grote organisaties zoals Mania Events, Frequence Events, Outlaw Events, GNQ Entertainment en Tremble Works.

## Evenementen in het verleden van PH - Events
- 2005 Paraval Festival
- 2005 Van Bob Los
- 2005 PH Radio Fridaynight
- 2005 The Grudge
- 2004 Alcoholic Party
- 2004-2005 ADHD
- 2004-2005 Terrorgif
- 2004 Twisted minds of Disorder (i.s.m. Outlaw Events)
- 2004 C.O.R.E.
- 2004 Queensdaycore (i.s.m. Dynamo GBBR) + Afterparty
- 2004 Period of Instruction
- 2003 Backbiting
- 2003,2005 Darkcore Damage
- 2002-2004 Hardcore Industry
- 2002 Old Skool Edition
- 2002-2005 Planet Hardcore